# PlaygroundSquad
PlaygroundSquad (PSQ) är en Yrkeshögskola (YH) inom spelutveckling, utsedd av Myndigheten för Yrkeshögskolan (MYH). Skolan var bland de första i Sverige att grundas med fokus på att utbilda spelutvecklare för dataspelsbranschen, och är i dag den nu äldsta, existerande svenska skolan inom spelutveckling. PlaygroundSquad grundades år 2000. Skolans tre utbildningar riktar sig mot spelgrafik, speldesign samt spelprogrammering. Skolan bedriver utbildningarna i Falun.
År 2021 blev skolan utnämnd till världens 5:e bästa skola inom "Production Excellence (Games)" av The Rookies. Under samma år blev även studentspelet Liberosis utsett till bästa spel inom kategorin "The Rookie Awards 2021: People's choice"

## Utbildningar
PlaygroundSquad bedriver tre olika yrkeshögskoleutbildningar inom spelutveckling. Alla utbildningarna är studiemedelsberättigande och inkluderar lärande i arbete (LiA). Utbildningens läroplaner styrs av spelbranschens behov. Det säkerställs genom en ledningsgrupp, bestående av branschrepresentanter från diverse spelutvecklingsföretag i Sverige, som godkänner utbildningarna och ser till att studenterna är utrustade med rätt kunskap för att få anställning efter examen.

### Game Artist[5]
Tvåårig utbildning på helfart, bestående av 4 terminer, varav en termin består av praktik i form av lärande i arbete (LiA). Game Artist-utbildningen ger erfarenhet inför arbete inom spelutveckling med fokus på spelgrafik. Utbildningen bedrivs i Falun och omfattar 450 YH-poäng, och resulterar i en Yrkeshögskoleexamen vid avslutade studier.

### Game Designer[6]
Tvåårig utbildning på helfart, bestående av 4 terminer, varav en termin består av praktik i form av lärande i arbete (LiA). Game Designer-utbildningen ger erfarenhet inför arbete inom spelutveckling med fokus på speldesign. Utbildningen bedrivs i Falun och omfattar 450 YH-poäng, och resulterar i en Yrkeshögskoleexamen vid avslutade studier.

### Game Programmer[7]
Tvåårig utbildning på helfart, bestående av 4 terminer, varav en termin består av praktik i form av lärande i arbete (LiA). Game Programmer-utbildningen ger erfarenhet inför arbete inom spelutveckling med fokus på spelprogrammering. Utbildningen bedrivs i Falun och omfattar 450 YH-poäng, och resulterar i en Yrkeshögskoleexamen vid avslutade studier.

## Ledningsgrupp
PlaygroundSquads utbildningars kvalitet säkerställs med hjälp av en ledningsgrupp som är förankrad i spelindustrin.